# Jiří Kratochvil

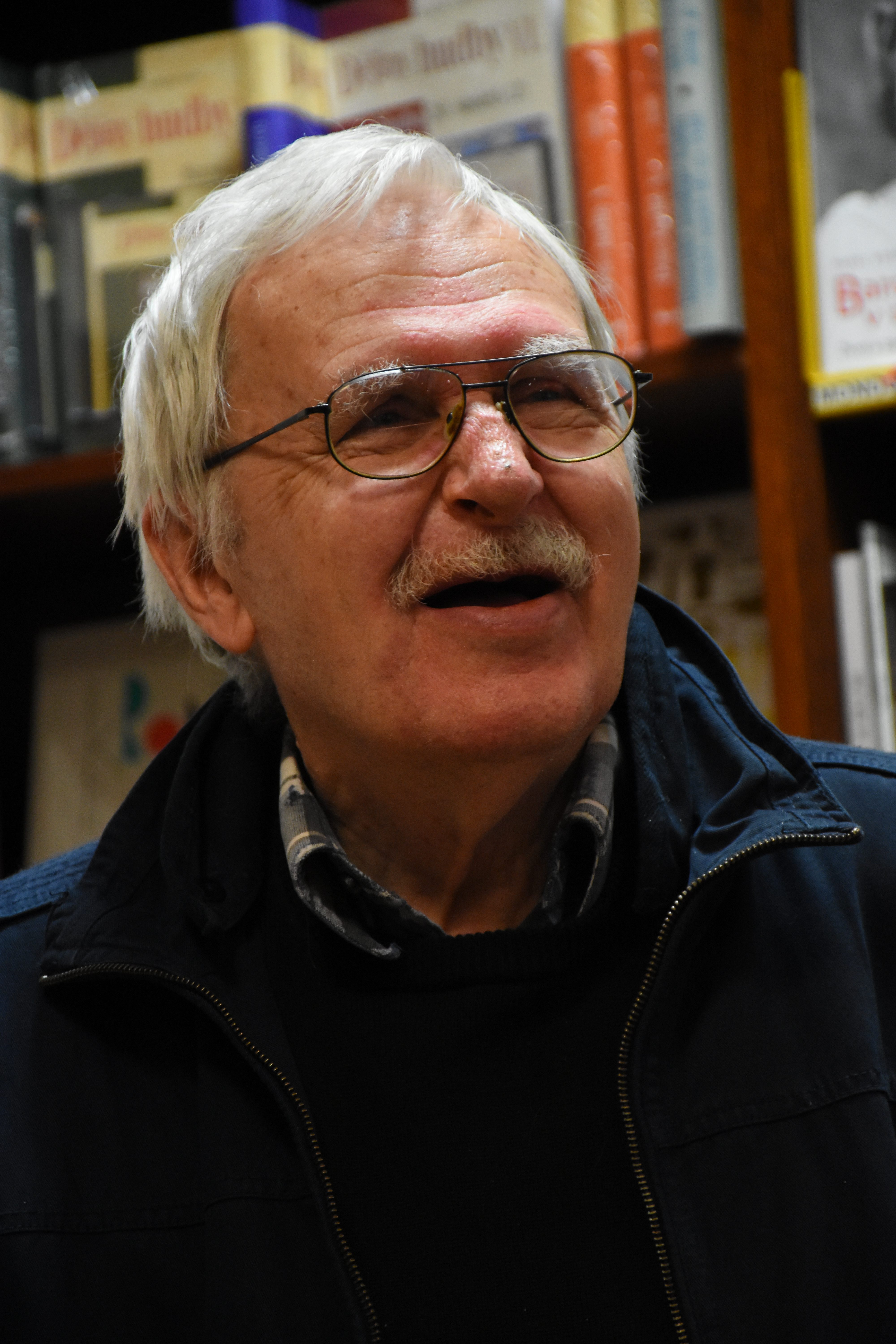
Jiří Kratochvil (2017)

Jiří Kratochvil (* 1940 in Brünn) ist ein tschechischer Schriftsteller.

## Leben
Kratochvil wuchs in Brünn auf, wo auch die meisten seiner Romane spielen. Nach dem Studium in Brünn begann er Mitte der Sechzigerjahre zu publizieren, 1968 bis 1989 war er, wie viele tschechische Autoren, von einem Publikationsverbot betroffen. Kratochvil jedoch veröffentlichte weiter, in Untergrundverlagen – im „Samizdat“.
Der Prosaschriftsteller, Dramatiker, Essayist und Hörspielautor zählte in den Neunzigerjahren zu den bedeutendsten Vertretern der tschechischen Postmoderne. 1991 erhielt er den britischen Tom Stoppard-Preis und 1999 den tschechischen Jaroslav-Seifert-Preis. 2020 wurde er für seinen Roman Liška v dámu (Fuchs zu Dame) mit dem Magnesia-Litera-Preis für Prosa ausgezeichnet. 2023 erhielt Kratochvil den Tschechischen Staatspreis für Literatur.
Mittlerweile sind viele seiner Romane und Erzählbände auch ins Deutsche übersetzt worden.
Kratochvil lebt in Moravský Krumlov.

## Werke (Auswahl)
- Má lásko, postmoderno. Erzählungen, Atlantis, Brno 1994, ISBN 80-7108-093-4 (tschechisch; Meine Liebe, Postmoderne).
- Inmitten der Nacht Gesang. Roman, Rowohlt, Berlin 1996, ISBN 3-87134-241-6.
- Siamský příběh. Roman, Atlantis, Brno 1996, ISBN 80-7108-114-0 (tschechisch; Eine siamesische Geschichte).
- Unsterbliche Geschichte oder das Leben der Sonja Trotzkij-Sammler oder Karussell. Roman, Ammann, Zürich 2000, ISBN 3-250-60027-X.
- Der traurige Gott. Roman, Ammann, Zürich 2005, ISBN 3-250-60084-9.
- Brünner Erzählungen. Braumüller, Wien 2009, ISBN 978-3-99200-001-2.
- Das Versprechen des Architekten. Roman, Braumüller, Wien 2010, ISBN 978-3-99200-005-0.
- Femme fatale. Roman, Braumüller, Wien 2011, ISBN 978-3-99200-050-0.
- Gute Nacht, süße Träume. Roman, Braumüller, Wien 2015, ISBN 978-3-99200-147-7.
- Die Causa Neufundländer. Erzählungen, übersetzt von Nina Ritschl, Wieser Verlag, Klagenfurt 2019, ISBN 978-3-99029-333-1.
- Die niederträchtige Boshaftigkeit des Seins. Roman, übersetzt von Kathrin Janka, Braumüller, Wien 2019, ISBN 978-3-99200-234-4.
- Liška v dámu. Roman, Druhé město, Brno 2019, ISBN 978-80-7227-413-0 (tschechisch; Fuchs zu Dame).

## Mitgliedschaften
- Obec spisovatelů (Tschechischer Schriftstellerverband)